# Patrick Maynard Stuart Blackett
Patrick Maynard Stuart Blackett (Londra, 18 novembre 1897 – Londra, 13 luglio 1974) è stato un fisico britannico.

## Studi

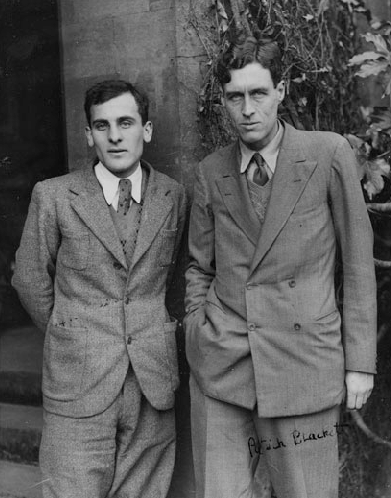
Giuseppe (Beppo) P.S. Occhialini (1907-1993) e Patrick M.S. Blackett (1897-1974) nel 1932 o 1933.

Dopo gli studi all'Università di Cambridge (Osborne Naval College), lavorò per varie istituzioni come la stessa Cambridge, la University of London, la University of Manchester e l'Imperial College. Lo scienziato è noto per i suoi studi sulla camera a nebbia, i raggi cosmici e il paleomagnetismo. Per questo vinse il premio Nobel per la fisica nel 1948. 
Importanti furono i suoi contributi durante la Seconda guerra mondiale come consigliere di strategia militare e sostenitore della ricerca operativa: fin dal 1935, facendo parte del Comitato Tizard, fu incaricato di studiare come i progressi scientifici potessero essere applicati nel miglioramento dei sistemi di difesa contro gli attacchi aerei. Nel 1941 fu nominato consulente scientifico presso il quartier generale del Costal Command e in tale ruolo svolse una preziosa attività, incoraggiando e strumentalizzando ai fini bellici la collaborazione tra gli scienziati e i militari, in particolare per quanto riguardava le applicazioni del radar e i sistemi di localizzazione degli U-boot  tedeschi, che per lungo tempo tormentarono nell'Atlantico il traffico dei convogli tra gli Stati Uniti e la Gran Bretagna.
Da segnalare il suo libro Conseguenze politiche e militari dell'energia atomica (Einaudi, Torino, 1949), in cui svolge una lucida analisi dell'incipiente guerra fredda, della allora posizione di monopolio detenuta dagli Stati Uniti delle potenzialità e dei limiti di una strategia fondata principalmente sulle armi nucleari e sull'aviazione strategica. Politicamente orientato a sinistra, si impegnò nello sviluppo del terzo mondo influenzando la politica del Partito Laburista nel periodo in cui fu al governo negli anni sessanta.

## Opere
- Conseguenze politiche e militari dell'energia atomica, Einaudi, Torino, 1949
- Le armi atomiche e i rapporti fra Est e Ovest (titolo originale Atomic Weapons and East-West Relations), Einaudi, 1961